# Abraxas ribesata
Abraxas ribesata là một loài bướm đêm trong họ Geometridae.